# Павлівка (Березинський район)
Павлівка (біл. вёска Паўлаўка) — село в складі Березинського району Мінської області, Білорусь. Село підпорядковане Поплавській сільській раді, розташоване в східній частині області.